# Giōrgos Chatzīandreou
Giōrgos Chatzīandreou, altresì noto come Yeorgios Hatziandreou o Georgios Khatziandreou (in greco Γιώργος Χατζηανδρέου?; 1899), è stato un calciatore greco, di ruolo attaccante.

## Carriera

### Nazionale
Fece parte della nazionale greca che partecipò ai Giochi olimpici di Anversa, disputò l'unica partita giocata dalla sua nazionale in quell'edizione.